# Oriente, occidente
Oriente, occidente (en inglés: East, West) es una colección de cuentos de Salman Rushdie, publicada en inglés en 1994. En 1997 se publicó la traducción al castellano por Miguel Sáenz. En un total de 9 cuentos, Rushdie despliega los motivos de su universo literario; desde un prestamista que encuentra una reliquia de Mahoma y se transforma en fundamentalista hasta una familia india en Gran Bretaña agobiada por los contrastes socioculturales. Rushdie plasma la escurridiza relación entre ficción y realidad y la tragicómica dualidad de pertenecer o no pertenecer a una cultura.

## Contenido
ORIENTE
- Un buen consejo es más raro que un rubí
- La radio gratis
- El pelo del Profeta

OCCIDENTE
- Yorick
- En la subasta de las zapatillas rubíes
- Cristóbal Colón y la reina Isabel de España consuman su relación (Santa Fe, Anno Domini 1492)

ORIENTE, OCCIDENTE
- La armonía de las esferas
- Chekov y Zulu
- El cortero